# 169-й зенитный артиллерийский полк
169-й зенитный артиллерийский полк — воинская часть вооружённых сил ПВО СССР в Великой Отечественной войне.

## История
Полк является одним из старейших соединений зенитной артиллерии СССР. Первый бой принял 3 марта 1918 года как «Стальной» противосамолётный дивизион, после Гражданской войны стали именоваться 81-й зенитно-артиллерийский дивизион, в октябре 1931 года развёрнут в 169-й зенитный артиллерийский полк.
Принимал участие в Зимней войне, обороняя аэродромы Горелово, Ропша, Низино.
В составе действующей армии во время Великой Отечественной войны с 22 июня 1941 года по 18 мая 1944 года.
С начала и до конца боевых действий входил в состав 2-го корпуса ПВО (с апреля 1942 года Ленинградская армия ПВО). Полк состоял из пяти зенитных дивизионов орудий среднего калибра (85-мм или 76-мм орудий), каждый состоял из пяти зенитных батарей, трёхбатарейного дивизиона малого калибра (37-мм пушки) и прожекторного батальона из пяти рот. Каждая батарея состояла из взвода управления и огневого взвода, имела на вооружении четыре орудия и счетверённую зенитную пулемётная установку на автомобиле.
Базировался на юго-западных подступах к Ленинграду в районах Горелово, Ропша, Низино
Первый самолёт (Ju-88) полком сбит 6 июля 1941 года. В августе 1941 года четыре дивизиона полка были сведены в противотанковую группу, которая прикрывала подступы к Ленинграду. Ведёт бои в районе Красного Села, затем по направлениям наступления немецких войск на Урицк и Пулково, несёт тяжёлые потери, но и сам внёс заметный вклад в оборону Ленинграда.
По отзыву начальника артиллерии Красносельского укреплённого района комбрига Сухотина

 «Подразделения 169-го зенитно-артиллерийского полка принимали активное участие в усилении наземной обороны района Петергоф — Красногвардейск — Красное Село, — писал он. — Зенитные батареи, расположенные в районе Петергофа, Ропша, Высоцкого, Аррапокузи, Красногвардейска, успешно громили наступавшего противника и, как правило, отходили последними» — http://www.victory.mil.ru/lib/books/h/dvoryanski_yaroshenko/01.html
С середины сентября 1941 года занимает позиции в Ленинграде, в частности на дамбе Морского канала, в районе Торгового порта, и в непосредственной близости от линии фронта по юго-западным пригородам Ленинграда.
В ходе Красносельско-Ропшинской операции полк не только обеспечивал прикрытие с воздуха наступление 42-й армии, но и разрушал наземные укрепления, артиллерийские батареи противника. После прорывы обороны продолжал наступление, двигаясь непосредственно за боевыми порядками 30-го гвардейского стрелкового корпуса, принимал участие в освобождении Красного Села, Дудергофа, Вороньей Горы. По окончании операции базировался в районе Красного Села и Стрельны.
18 мая 1944 года переформирован в 83-ю зенитную артиллерийскую бригаду ПВО
В послевоенное время (до 1992 года) преемником полка являлся 898-й зенитный ракетный Красносельский дважды Краснознамённый полк 14-й дивизии ПВО.
В школе № 261 г. Санкт-Петербурга создан Зал боевой славы полка.

## Полное наименование
- 169-й зенитный артиллерийский Красносельский дважды Краснознамённый полк

## Командиры
- Н. А. Фирсов, майор
- Гордиенко, П. Д. подполковник
- Юдин Леонид Петрович, майор

## Награды и наименования
| Награда                | Дата       | За что получена |
| ---------------------- | ---------- | --- |
| «Красносельский»       | 21.01.1944 | |
| Орден Красного Знамени | 09.02.1944 | За успешное выполнение боевых заданий командования на фронте борьбы с немецкими захватчиками и проявленные при этом доблесть и мужество   |
| Орден Красного Знамени | 22.03.1944 | За образцовое выполнение боевых заданий командования на фронте борьбы с немецкими захватчиками и проявленные при этом доблесть и мужество |